# 卡斯特尔诺
卡斯特尔诺，是西班牙阿拉贡自治区特鲁埃尔省的一个市镇。总面积37平方公里，总人口109人（2001年），人口密度3人/平方公里。